# Squadra ivoriana di Coppa Davis
La squadra ivoriana di Coppa Davis rappresenta la Costa d'Avorio nella Coppa Davis, ed è posta sotto l'egida della Fédération Ivoirienne de Tennis.
La squadra ha esordito nel 1986 e ad oggi il suo miglior risultato è il raggiungimento del Gruppo II della zona Euro-Africana.

## Organico 2011
Aggiornato al match delle fasi zonali contro la Nigeria del 9 luglio 2011. Fra parentesi il ranking del giocatore nel momento della disputa degli incontri.
- Terence Nugent (ATP #992)
- Valentin Sanon (ATP #1161)
- Lavry Sylvain N'Yaba (ATP #)
- Aboubacar Sigue (ATP #)